# Евсеева, Инна Николаевна
И́нна Никола́евна Евсе́ева (укр. Інна Миколаївна Євсеєва; род. 14 августа 1964, Житомир) — советская и украинская легкоатлетка, специалистка по бегу на средние дистанции. Выступала за сборные СССР, СНГ и Украины по лёгкой атлетике в 1980-х и 1990-х годах, обладательница серебряной медали чемпионата Европы в помещении, чемпионка Универсиады в Шеффилде, многократная победительница и призёрка первенств всесоюзного уровня, действующая рекордсменка Украины в беге на 800 метров в закрытых помещениях, участница двух летних Олимпийских игр. Мастер спорта СССР международного класса. Тренер и спортивный функционер.

## Биография
Инна Евсеева родилась 14 августа 1964 года в городе Житомире Украинской ССР.
Первого серьёзного успеха на взрослом всесоюзном уровне добилась в сезоне 1984 года, когда на чемпионате СССР в Донецке в составе украинской команды одержала победу в эстафете 4 × 400 метров.
В 1986 году на IX летней Спартакиаде народов СССР в Ташкенте выиграла серебряную медаль в индивидуальном беге на 400 метров и завоевала золото в эстафете 4 × 400 метров.
На чемпионате СССР 1987 года в Брянске вновь выиграла эстафету 4 × 400 метров.
В 1988 году в беге на 800 метров превзошла всех соперниц на зимнем чемпионате СССР в Волгограде, тогда как на соревнованиях в Харькове показала лучший результат мирового сезона — 1:56.0. Благодаря череде удачных выступлений удостоилась права защищать честь страны на летних Олимпийских играх в Сеуле — в финале программы 800 метров с результатом 1:59.37 финишировала шестой.
В 1989 году в дисциплине 800 метров получила серебро на чемпионате СССР в Горьком и бронзу на Универсиаде в Дуйсбурге.
В 1990 году на зимнем чемпионате СССР в Челябинске была лучшей на дистанциях 500 и 800 метров. На чемпионате Европы в помещении в Глазго не смогла преодолеть предварительный квалификационный этап.
В 1991 году на чемпионате страны в рамках X летней Спартакиады народов СССР в Киеве взяла бронзу в беге на 800 метров и победила в эстафете 4 × 400 метров. На Универсиаде в Шеффилде завоевала золото в дисциплине 800 метров и получила серебро в эстафете 4 × 400 метров. Стартовала на чемпионате мира в Токио.
В 1992 году на зимнем чемпионате СНГ в Москве одержала победу в беге на 800 метров, показав при этом второй лучший результат в истории лёгкой атлетики и установив ныне действующий национальный рекорд Украины — 1:57.23. Позднее в той же дисциплине стала второй на чемпионате Европы в помещении в Генуе. Находясь в составе Объединённой команды, собранной из спортсменов бывших советских республик, выступила на Олимпийских играх в Барселоне — на сей раз в финале программы 800 метров с результатом 1:57.20 финишировала четвёртой.
После распада Советского Союза Евсеева продолжила спортивную карьеру в составе украинской национальной сборной. Так, в 1993 году она представляла Украину на чемпионате мира в помещении в Торонто, где в беге на 800 метров дошла до полуфинала.
В 1995 году принимала участие в чемпионате мира в Гётеборге, здесь так же остановилась на стадии полуфиналов.
Завершила карьеру спортсменки по окончании сезона 1996 года.
Впоследствии работала тренером по лёгкой атлетике, занимала должность заместителя директора житомирской Специализированной детско-юношеской спортивной школы олимпийского резерва, возглавляла житомирское отделение Федерации лёгкой атлетики Украины. Член Олимпийского комитета Украины.